# 先天性無齒症
在牙醫學上，先天性無齒症是一種罕見的遺傳性疾病，患者缺少的可能是乳齒或恆齒。此症與外胚層發育不良有關，因此時常伴隨著皮膚及神經方面的相關疾病發生。
先天性無齒症雖然包含了全口及局部缺牙，但一般皆指全口性缺牙。不同數目的無齒症皆可能導致病患咀嚼功能失常、言語功能受損、不美觀、以及咬合不正等問題。其他不同數目上的無齒症尚包含缺牙症 (hypodontia)及少牙症 (oligodontia)。

## 治療
以假牙替代缺失的牙齒，包含傳統假牙及人工植牙。

## 引用來源
1. ↑  Shaw, W. C. . American Journal of Orthodontics. 1981-04, 79 (4)  [2022-06-21]. ISSN 0002-9416. PMID 6939333. doi:10.1016/0002-9416(81)90382-1. （原始内容存档于2022-06-23）.

## 參閲
- 缺牙症
- 多牙症